# Rue des Abbesses (Paris)
Pour les articles homonymes, voir Abbesse (homonymie) et Rue des Abbesses.
La rue des Abbesses est une voie du quartier de Clignancourt et Grandes-Carrières du 18e arrondissement de Paris.

## Situation et accès
Cette voie est desservie par la station de métro Abbesses et la ligne de bus 40, la seule à circuler sur la butte Montmartre.

## Origine du nom
Son nom vient des abbesses présentes dans l'abbaye de Montmartre fondée par Louis le Gros en 1134.

## Historique
Cette voie très ancienne longeait autrefois les dépendances de l'abbaye de Montmartre fondée par Louis VI le Gros et la reine Adélaïde de Savoie son épouse en 1133 sur l'emplacement d'une chapelle qui existait déjà en 1096.
Sentier champêtre cité en 1406, cette voie, est présente à l'état de chemin sur le plan d'Albert Jouvin de Rochefort daté de 1672.
Cette voie de l'ancienne commune de Montmartre a été appelée « rue de la Cure » (du mot Curé) en 1672, puis « rue de l'Abbaye » avant d'être classée dans la voirie parisienne par un décret du 23 mai 1863.

Elle prend la dénomination de rue des Abbesses par un arrêté du 26 février 1867.

Photos de la rue des Abbesses conservées au musée Carnavalet.
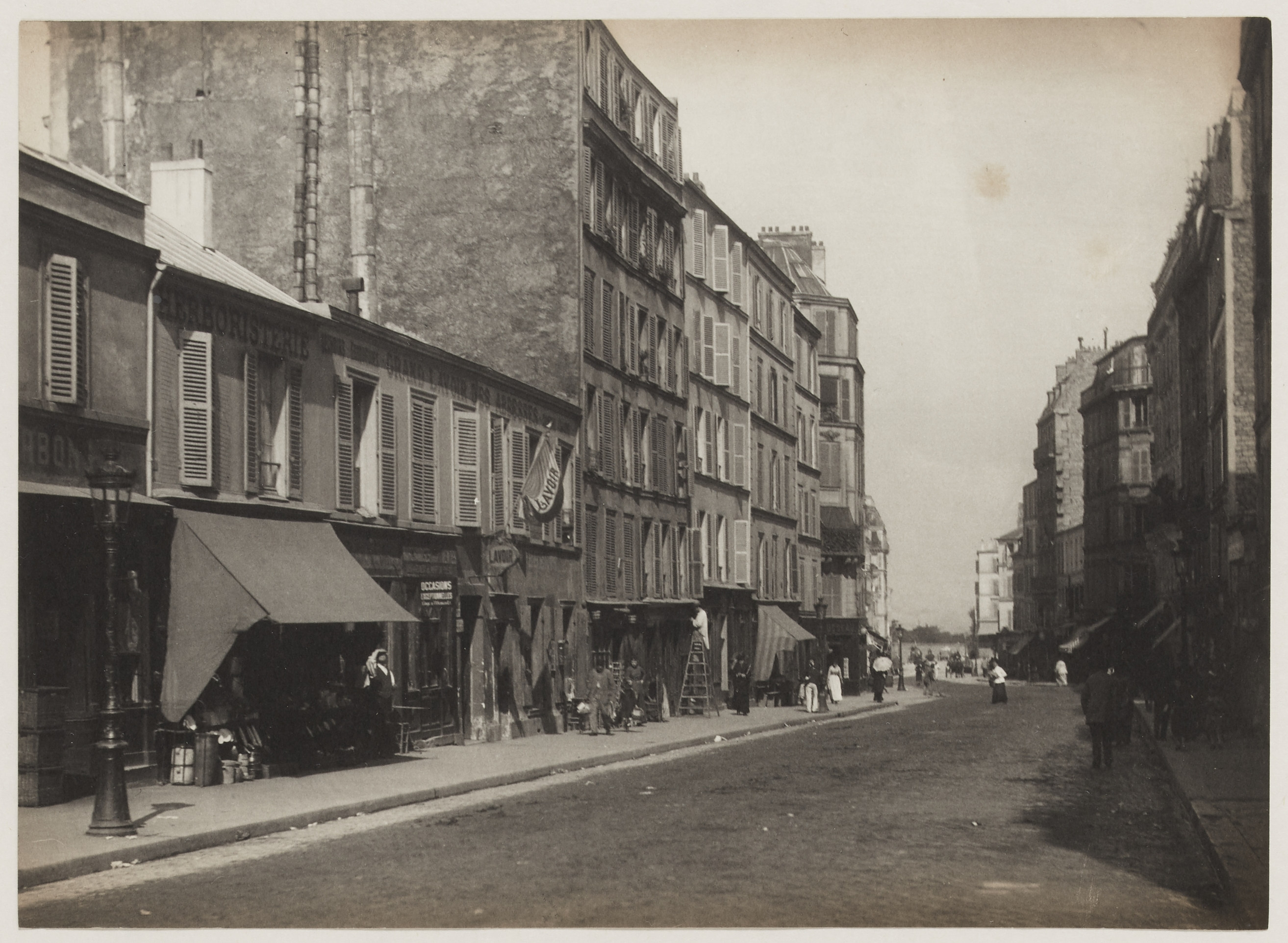
Photo d'Hippolyte Blancard, vers 1890.
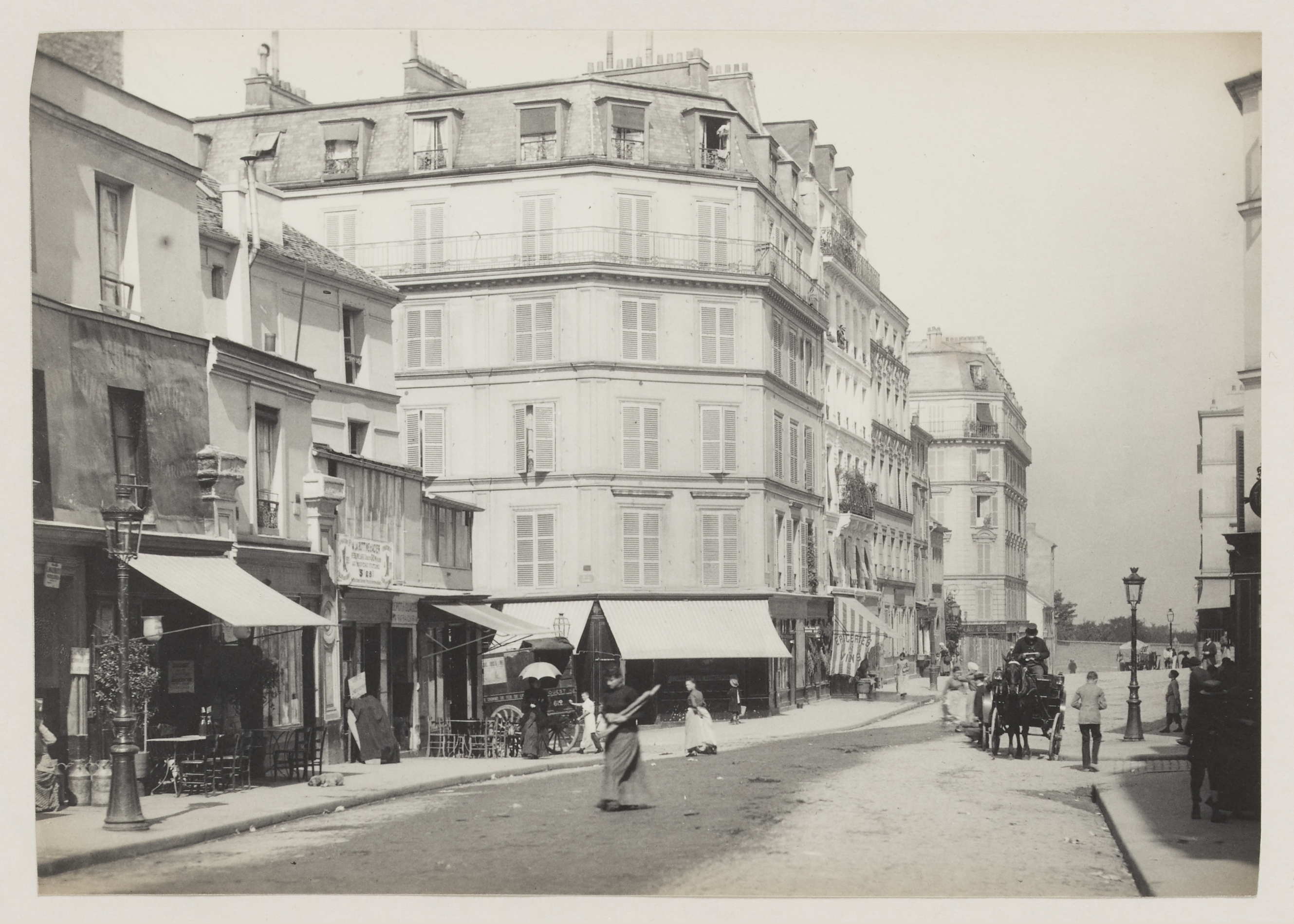
Photo d'Hippolyte Blancard, vers 1890.
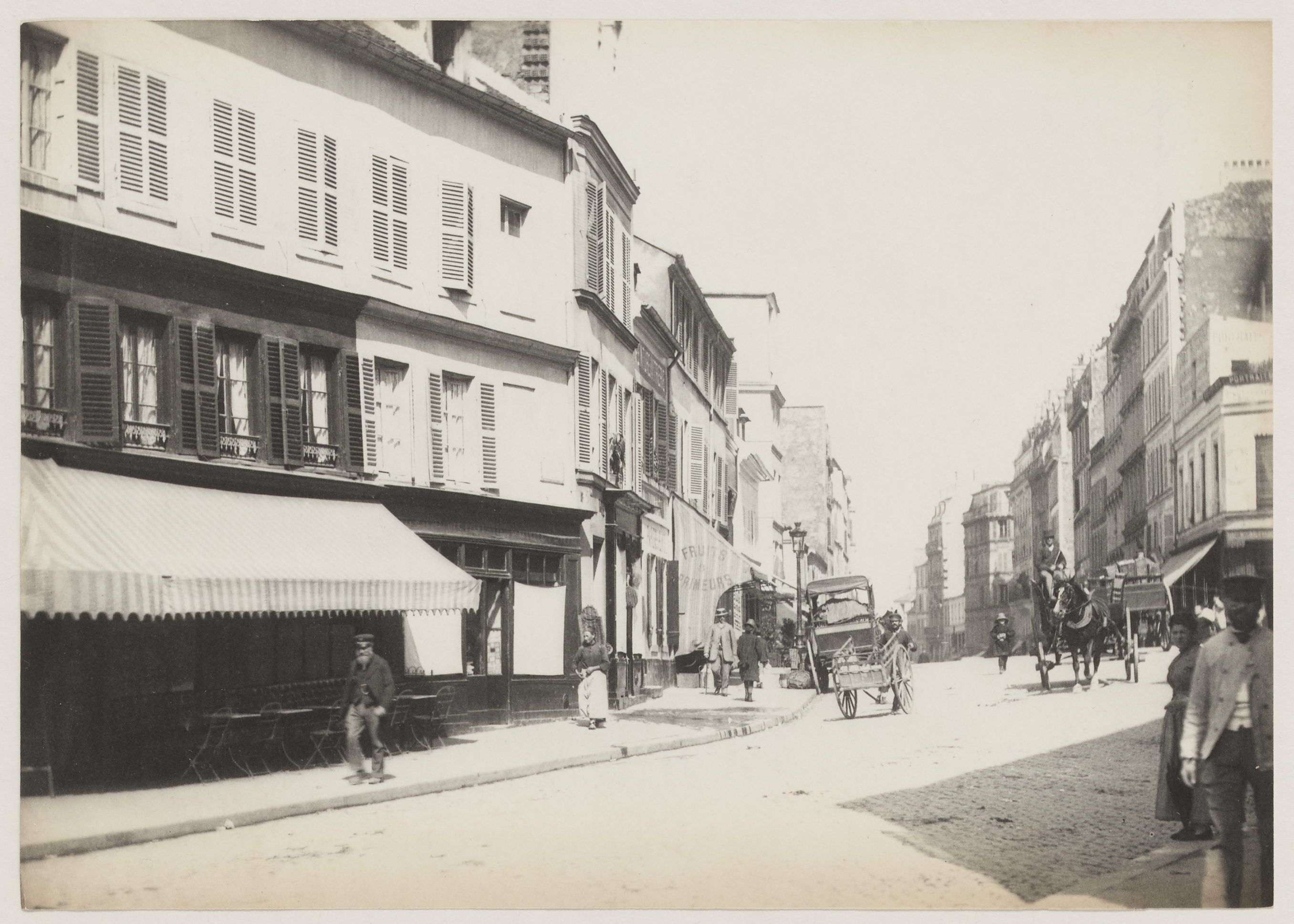
Photo d'Hippolyte Blancard, vers 1890.
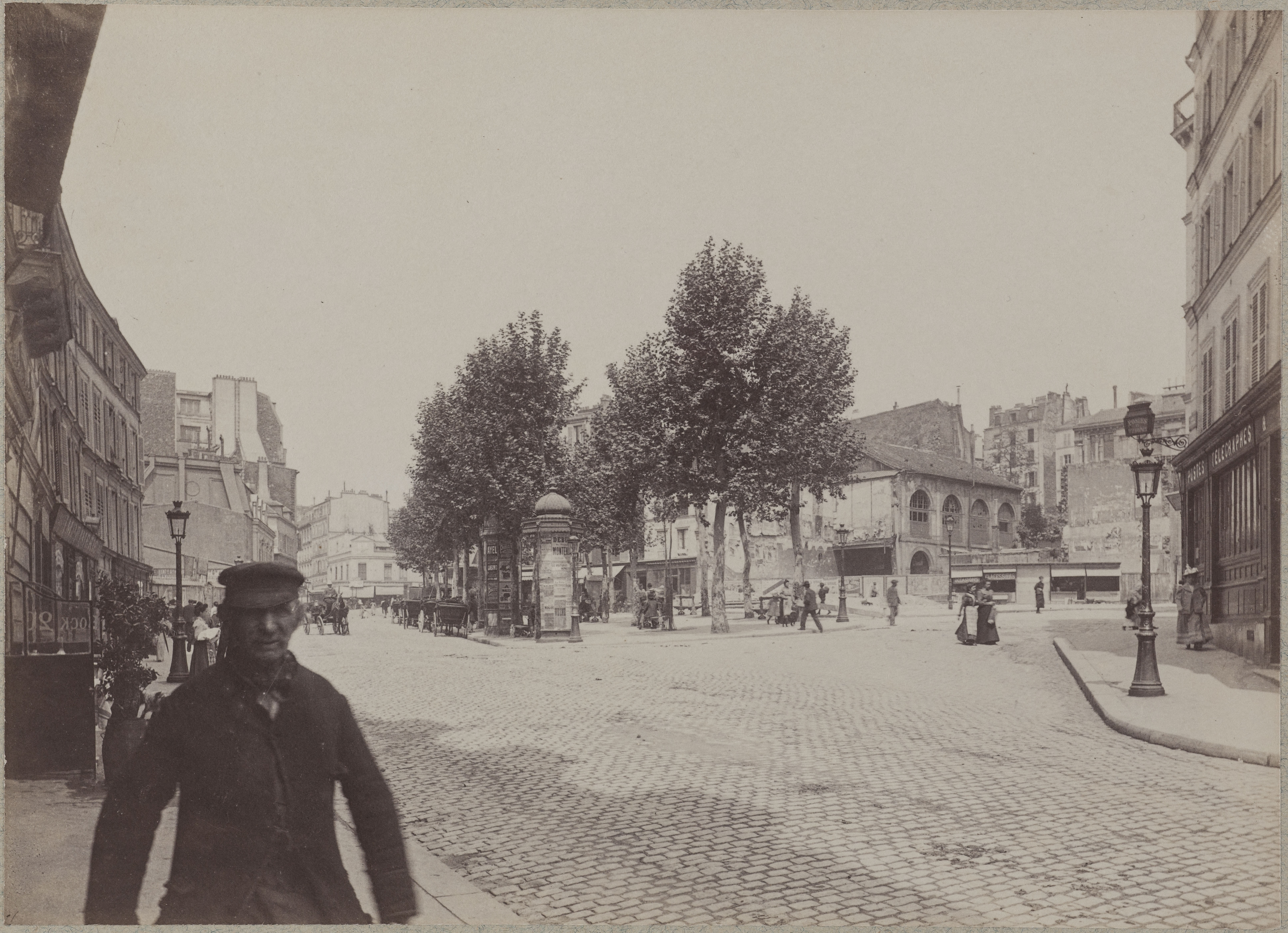
Photo attribuée à Emmanuel Pottier.

## Bâtiments remarquables et lieux de mémoire
- No 19 : l'église Saint-Jean de Montmartre.
- No 27 : Louise Tilleke, artiste plasticienne, y vécut.
- No 31 : le théâtre des Abbesses, annexe montmartroise du théâtre de la Ville.
- No 32 : l'actrice Mady Berry y demeure avec Marcel Millet lors de leur mariage en 1910[4]
- No 54 : domicile de la famille Weismann, qui y est arrêtée lors de la rafle du Vélodrome d'Hiver (1942) ; le fils, Joseph Weismann, est un survivant de la Shoah[5].
- No 65 : des années 1880 à 1910, atelier occupé par de nombreux photographes, dont Josep Maria Cañellas (du début 1895 à la fin 1897).

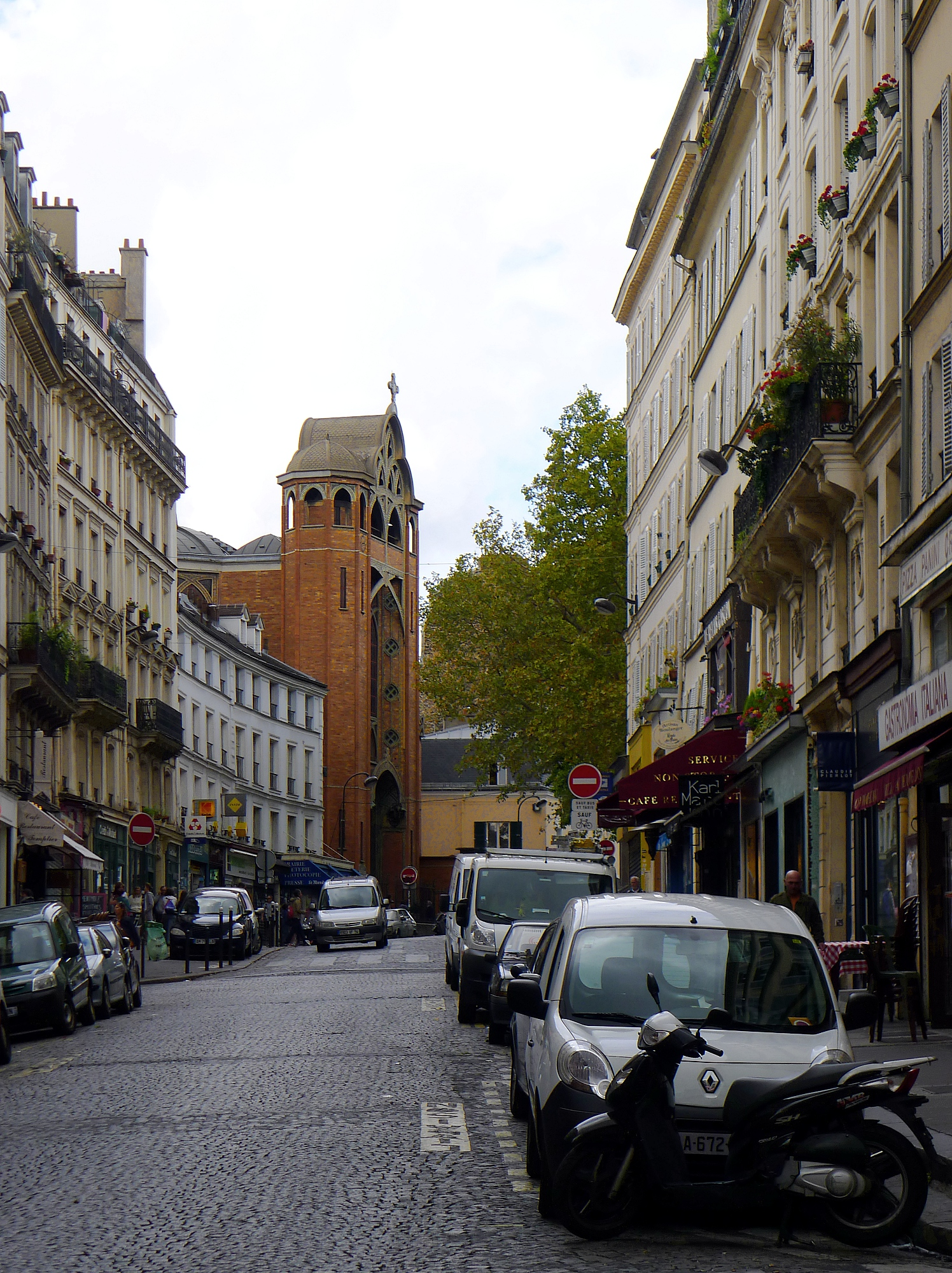
Vue de l'est.
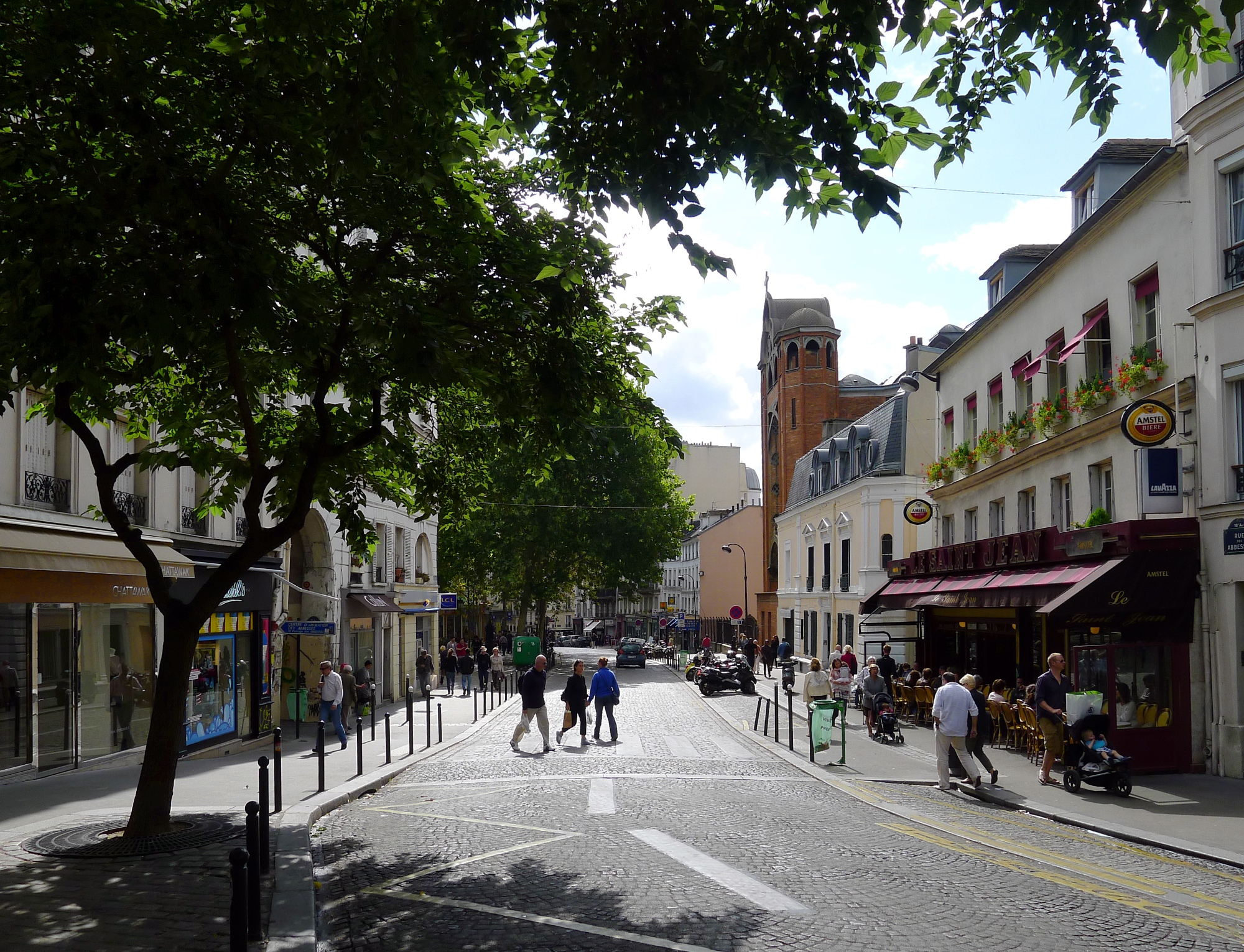
Vue de l'ouest.
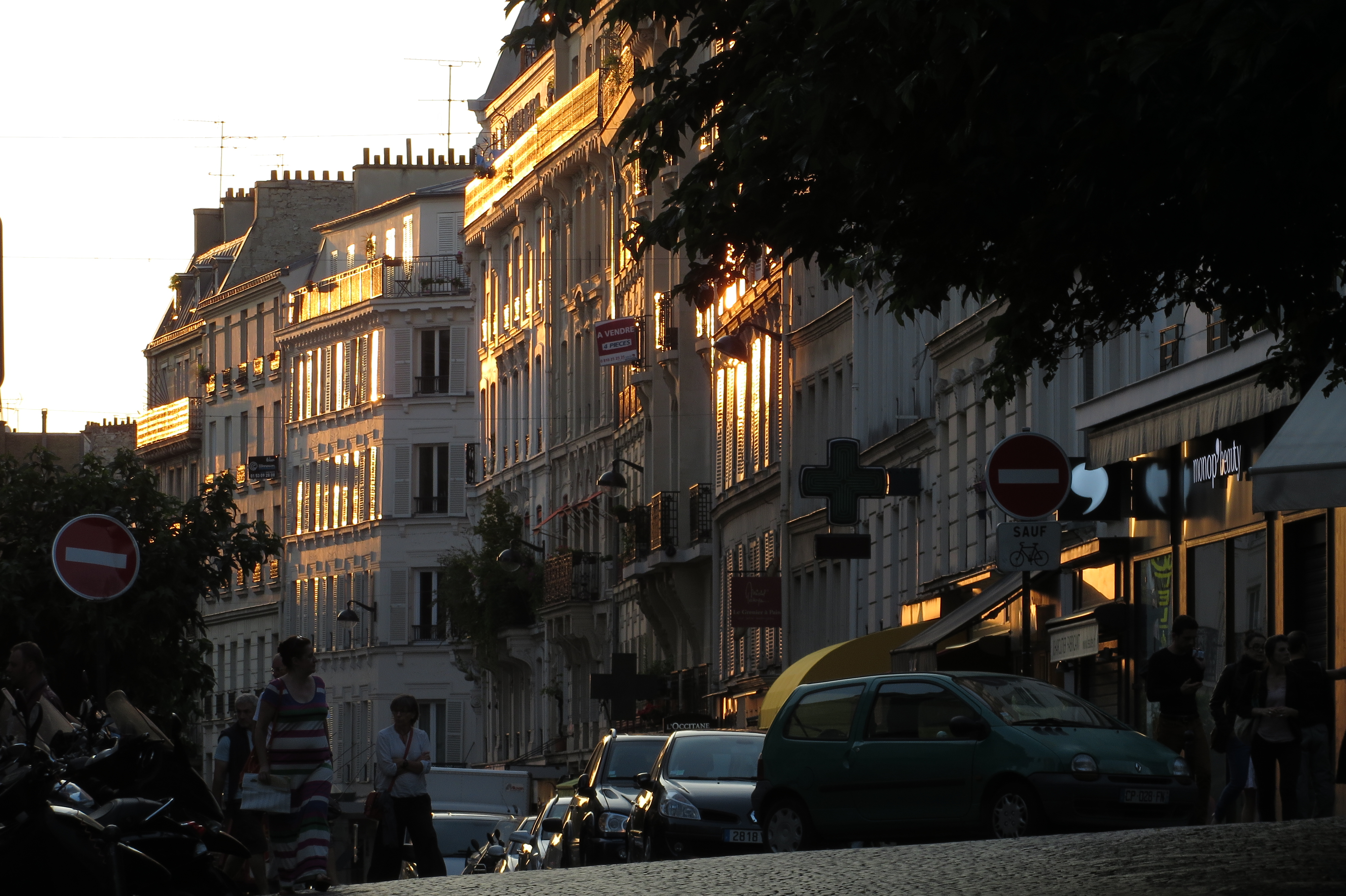

## Le quai dans la culture
La chanson de Francis Mainville C'était un Mérovingien, interprétée par les Frères Jacques, évoque la rue : 
Ils allaient en douce chasser du côté d'la rue des Abbesses

Il faut dire qu'à l'époque elle était méconnaissable

Recouverte par les forêts les plus épaisses

Mais déjà fréquentée par les bestiaux les plus redoutables